# Институт береговой охраны ФСБ России
Институт береговой охраны ФСБ России — высшее военно-морское учебное заведение, основанное 30 ноября 1936 года, осуществляющее подготовку и переподготовку офицеров и мичманов для Береговой охраны Пограничной службы ФСБ России.

## Основная история

### Советская история
30 ноября 1935 года Приказом народного комиссара внутренних дел СССР в городе Одессе была создана Вторая морская пограничная школа НКВД СССР занимавшейся подготовкой младшего командно-начальствующего состава морской пограничной охраны НКВД. В 1936 году Вторая морская пограничная школа НКВД СССР из Одессы была передислоцирована в город Анапу и стала готовить боцманов, старшин групп мотористов, рулевых-сигнальщиков и военных техников для пограничных кораблей.
В 1940 году Постановлением Совета народных комиссаров СССР на базе Второй морской пограничной школы был создан Первый учебный отряд морских специалистов пограничных войск НКВД СССР, в структуру нового отряда вошли три морские пограничные школы из городов Махачкалы, Владивостока и Шлиссельбурга. В 1941 году накануне Великой Отечественной войны состоялся первый выпуск отряда, в период войны отряд был разделён на три батальона для защиты города Анапы и прилегающих районов от нападения и обеспечивал очистку районов от агентуры противника. В конце 1941 года в связи с обстановкой учебный отряд НКВД был переименован в Учебный отряд сторожевых катеров Черноморского флота и вошёл в состав этого флота. В 1942 году Учебный отряд был расформирован а его личный состав направлен в действующую армию и на фронт, одиннадцать выпускников этого отряда в ходе боевых действий в период войны было присвоено звание Герой Советского Союза.
8 декабря 1948 года Приказом министра внутренних дел СССР в Анапе на базе бывшего учебного отряда была создана Четвёртая морская школа пограничных войск МГБ СССР, для подготовки корабельных специалистов пограничных морских частей. В 1953 году Приказом по МГБ СССР Четвёртая морская школа пограничных войск была переименована в Первый учебный отряд морских специалистов пограничных войск МВД СССР. В 1954 году учебный отряд был переформирован в Первый отдельный учебный отряд морских специалистов пограничных войск МВД СССР, с 1957 года КГБ при СМ СССР, в структуре отряда имелись артиллерийско-минная, электромеханическая, штурманская и радиотехническая школы, с 1974 года начала функционировать школа подготовки мичманов, с 1976 года были созданы курсы переподготовки офицерских кадров пограничных войск.
15 октября 1976 года Приказом председателя КГБ СССР на базе отдельного учебного отряда был создан Первый отдельный учебный центр по подготовке морских специалистов ПВ КГБ СССР, после образования центра в его структуре были созданы семь учебных школ: штурманская, оружейная, радиотехническая, электромеханическая, электрическая, связи и мичманов. В 1978 году Указом Президиума Верховного Совета СССР «за заслуги в вооруженной защите социалистической Родины и достигнутые успехи в охране государственной границы СССР» Отдельный учебный центр был удостоен Ордена Красной Звезды.
С 1994 по 2003 год Отдельный учебный морской центр входил в состав Федеральной пограничной службы Российской Федерации. 11 марта 2003 года в соответствии с Указом Президента Российской Федерации Отдельный учебный морской центр ФПС РФ вошёл в состав Пограничной службы Федеральной службы безопасности Российской Федерации и получил название — Отдельный учебный морской центр ФСБ. 18 августа 2007 года Постановлением Правительства Российской Федерации № 1072-р на базе Отдельного учебного морского центра ФСБ был создан Институт береговой охраны ФСБ России, входящий в состав Береговой охраны Пограничной службы ФСБ России, срок обучения пять лет, институт занимается подготовкой офицерских кадров по квалификациям: инженер, инженер-судоводитель, инженер-механик.

## Руководители
- 1957—1968 — капитан 1-го ранга И. Д. Сизов
- 1968—1970 — капитан 1-го ранга Г. Г. Антипов
- 1970—1988 — капитан 1-го ранга С. Г. Карцев
- 1988—1989 — капитан 1-го ранга В. В. Смыков
- 1989—1999 — контр-адмирал М. И. Смольянинов
- с 2007 — контр-адмирал В. В. Белков

## Известные выпускники и преподаватели
- Голубец, Иван Карпович
- Ус, Виктор Георгиевич

## Награды и знаки отличия
- 25 декабря 1978 года — «за заслуги в вооруженной защите социалистической Родины и достигнутые успехи в охране Государственной границы СССР»